# Buhaya
Buhaya ist das historische Reich der Haya-Bevölkerungsgruppe im Nordwesten Tansanias auf einem Hochland am Westufer des Viktoriasees, das geografisch zwischen und geschichtlich betrachtet im Schatten der ostafrikanischen Königreiche Burundi und Ruanda im Süden und Buganda im Norden liegt. Das Siedlungsgebiet der Haya erstreckt sich etwa über die Distrikte Bukoba, Muleba und Karagwe im Verwaltungsbezirk Kagera.
Grundlage für eine relativ hoch entwickelte Agrarwirtschaft waren Bananen als Dauerkultur und ein hierarchisch strukturiertes Gesellschaftssystem mit einem Herrscher (Omukama, Plural Bakama) an der Spitze einzelner Kleinreiche.

## Geografie

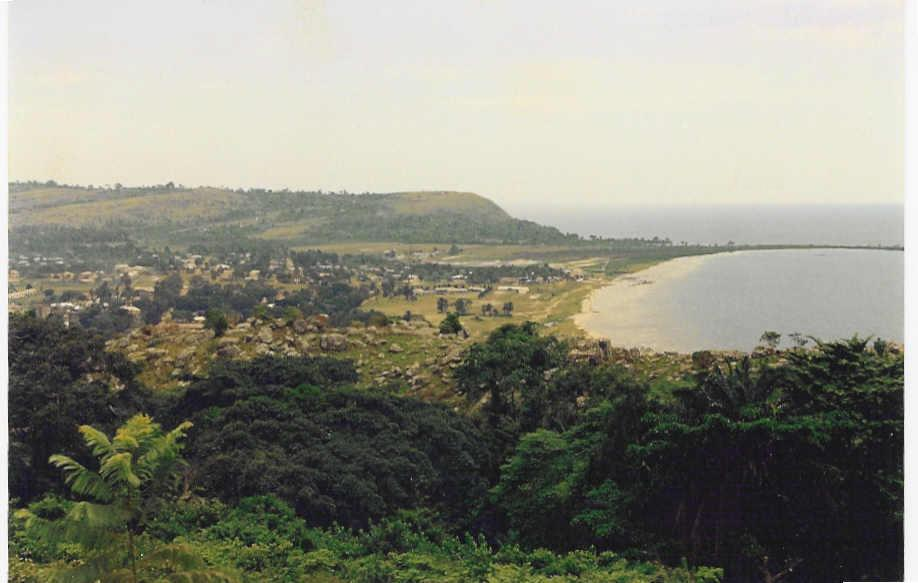
Viktoriaseeküste bei Bukoba

Landschaftlich und kulturell ist das Gebiet mehr mit Ruanda und dem Süden Ugandas verbunden, die hohen Niederschläge sind für Tansania eine Ausnahme. Begrenzt wurde Buhaya im Norden durch den Kagera, im Westen durch das Hochland von Karagwe oder den Oberlauf des Kagera (je nachdem, ob Karagwe zu Buhaya dazu gezählt wird oder nicht), im Süden etwa durch die Grenze zum Biharamulo-Distrikt und im Osten durch den Viktoriasee.
Mehrere nord-südlich verlaufende Gräben und Schollen bilden eine zonale Gliederung. Zum dicht besiedelten Kernland von Buhaya, das mit 1400–2000 mm Jahresniederschlag am regenreichsten ist, gehören die rund 25 km breiten Küstenhügelketten und die vorgelagerten Inseln. Es ist das traditionelle Anbaugebiet für Bananen, Getreidearten, Cassava und Kaffee. Die Bezeichnung „Buhaya“ galt ursprünglich nur für diesen schmalen Küstenstreifen und wurde erst später auf das größere Gebiet übertragen. Im Regenschatten der Hügel westlich angrenzend folgt eine dünn besiedelte zentrale Senke, die früher eine Pufferzone zwischen Buhaya und dem trockenen, eher für Viehweiden geeigneten Hochland von Karagwe bildete. Die anschließende fruchtbare Senke entlang des Kagera gehört zu den frühesten Siedlungsgebieten.

## Mythos und (Vor-)Geschichte
Über die Tatsache, dass ab Mitte des ersten Jahrtausends Ackerbau treibende Bantu siedelten, herrscht mehr Einigkeit als über die Datierung des möglicherweise vorchristlichen Gebrauchs von Eisen im Gebiet von Buhaya, der von Archäologen diskutiert wird. Eisenverarbeitung, die in Zusammenhang mit der sich ausbreitenden Bantubevölkerung gebracht wird, ging aus der Geschichte in eine bis heute lebendige Mythologie ein. Schlagen der Trommel (Nyambatama), durch das die Inthronisierung der Buhaya-Könige begleitet wurde, symbolisierte das Schlagen vom Hammer auf den Amboss der frühen Eisenschmelzer. Trommel, Speer und Stühle waren die Insignien königlicher Macht. Die im Kult verwendeten Eisenobjekte und der Speer des Königs waren in Wirklichkeit das Werk von Ndahura, dem Begründer des Reichs der Bachwezi. Dieses Volk regierte Kitara, das den Buhaya und den anderen Staaten im Zwischenseengebiet vorausgegangene große Reich aus Halbgöttern. Nach mündlicher Überlieferung waren sie zwar als Menschen geboren, wurden aber unsterblich und verschwanden einfach nach ihrer Zeit.
Historisch betrachtet handelte es sich um ein lose organisiertes Bantu-Reich in der Zeit von etwa 1100–1600, das sich im Süden bis Burundi und im Westen bis in den Kongo erstreckte. Der Überlieferung nach gab es ein Machtzentrum, das aufgrund von Ausgrabungen in Süduganda am Mittellauf des Katonga-Flusses vermutet wird (möglicherweise Bigo Bya Mugenyi). Ihre Nahrungsgrundlage waren Getreideanbau und Ziegenhaltung, in einzelnen Clangruppen breiteten sie sich in dünn besiedeltes Gebiet aus. Dabei verhalf den Bachwezi der zunehmende Gebrauch von Eisengerät beim Ackerbau und der Jagd zu wirtschaftlicher Dominanz und zugleich ritueller Macht. Für diesen Zeitraum wird auch die Ausbreitung des Ankolerindes und des Kaffeeanbaus angenommen.
Noch weiter vorher lebten die mythischen Batembuzi. Als erste Menschen auf der Erde waren sie unsterblich und verschwanden in der Unterwelt. Schöpfer ist Ruhanga, Nachfolger Nkya, dessen Sohn Isaza, der letzte Herrscher der Batembuzi. Aus seiner Verbindung mit Nyamate, der Tochter von Nyamyonga, dem König der Unterwelt, ging der Sohn Isimbura hervor. Dessen Sohn ist der bereits erwähnte erste Bachwezi Ndahura. Historische Aussagen zur Lebenszeit Ndahuras (14. Jahrhundert?), zur Größenordnung einzelner Zwergstaaten (Bevölkerungszahl wenige tausend) und Gründe für den Untergang des Reiches (große Dürre?) sind Spekulation.
In den 1970er Jahren nutzte Peter Schmidt bei einer Feldforschung in dem Gebiet die orale Tradition der Buhaya, um damit archäologische Plätze zu identifizieren. Als Ursache für den Niedergang der Bachwezi-Dynastie im 16. Jahrhundert wird eine zu große Ausdehnung des Reiches angenommen, das nicht mehr in der Lage war, mögliche Aufstände zu kontrollieren. Der Zerfallsprozess wurde durch die Invasion von Luo nur beschleunigt. Dieses nilotische Hirtenvolk aus dem Bereich des heutigen Südsudan gelangte in mehreren Einwanderungswellen ab dem 15. Jahrhundert ins Zwischenseengebiet, was in der Folge zur Gründung mehrerer großer hierarchisch aufgebauter Reiche führte. Als erstes gründete sich in Bunyoro die Babiito-Dynastie.

## Wirtschaftliche Entwicklung

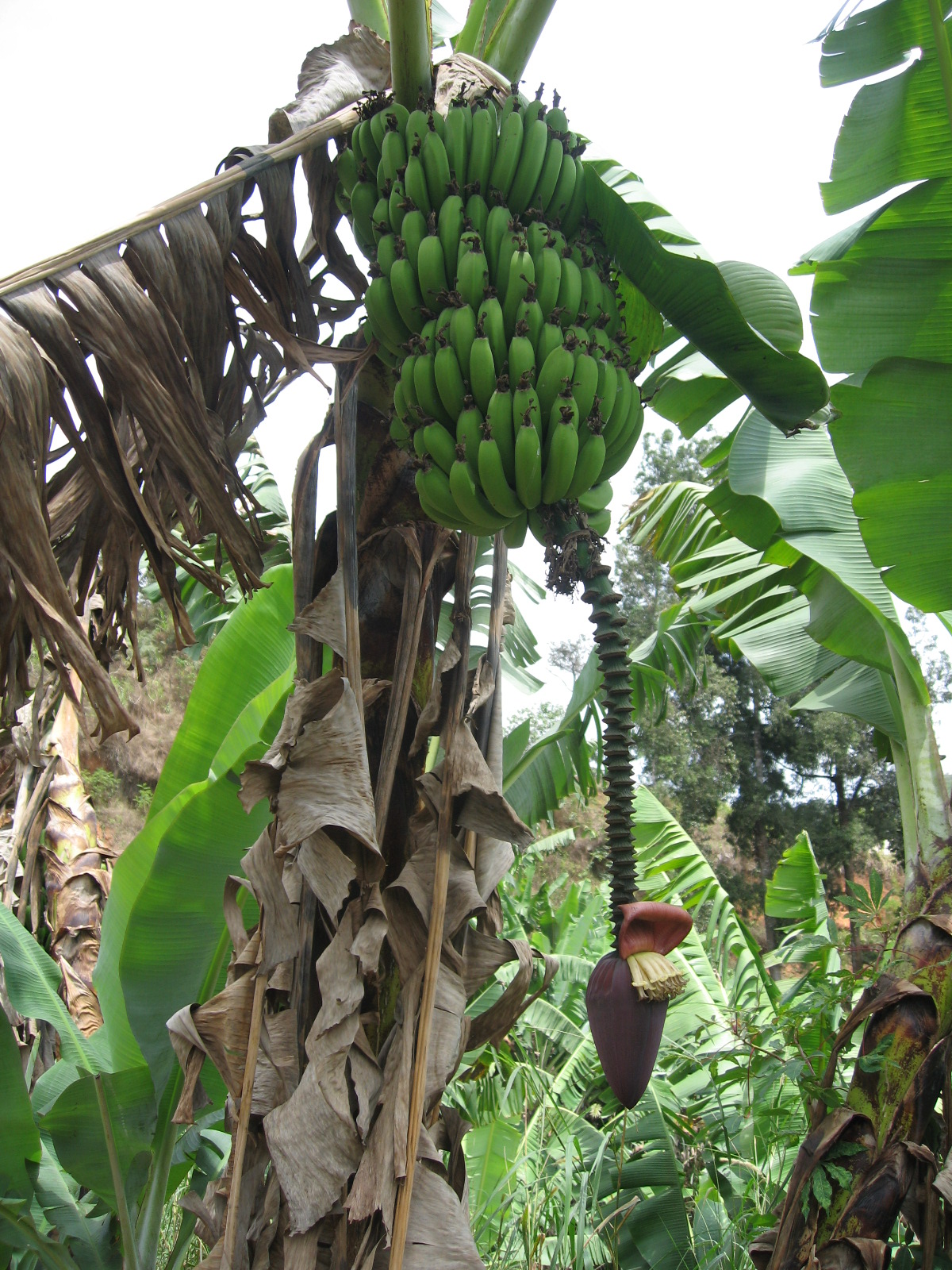
Bananenhain

Über das vorkoloniale Buhaya wurde abfällig, um seine Bedeutung einem Reich wie Buganda gegenüberzustellen, als „die Fischerdörfer an der Küste“ gesprochen. Gemeinsam mit dem Königreich Buganda hat Buhaya aber seine wirtschaftliche Grundlage im Anbau von Bananen, die als Dauerkultur zu Sesshaftigkeit und bald zu Privatbesitz an Land führten. Wann der Anbau von Bananen begann, ist unklar. Schätzungen liegen zwischen dem 6. und 13. Jahrhundert für das Gebiet.
Unterschiedliche Folgerungen werden gezogen, was privater Landbesitz für die Clangesellschaft bedeutete: Clanchefs, die zuvor die Verteilung des freien Landes organisiert hatten, sind entweder durch landbesitzende Privathaushalte geschwächt worden, oder es wird für Buhaya ein Feudalismus herausgearbeitet, bei dem ein zentraler Herrscher die Clanchefs schwächte. Bei letzterer These begann der Omukama, größere Bananenhaine (Nyarubanja) an Günstlinge zu verteilen, die damit zu Gutsherren (Abatwazi) wurden, die landlose Arbeiter (Abatwarwa) beschäftigten. Diese vom König eingeführten feudalen Strukturen hätten die traditionellen Abhängigkeiten innerhalb der Clans aufgeweicht. Rechtlich besaßen wohl die Bakama die Verfügungsgewalt über das ganze Land, praktisch wurde es als Familienbesitz bewirtschaftet. Jedenfalls entwickelte sich auch in dieser Bananen-Wirtschaft eine Herrscherschicht ähnlich wie in den Gebieten mit vorherrschender Rinderzucht (wozu das trockene Bergland von Karagwe zählt), wo sich die dominierende Schicht (Hima, Tutsi) über den Besitz von Rindern definierte.
Gegenüber dem weiter südlich (Sukumaland) betriebenen Wanderfeldbau mit ausgedehnten Brachezeiten erlaubte die Bananenkultur eine höhere Bevölkerungsdichte, da bei ganzjähriger Ernte Arbeitskräfte auch ganzjährig eingesetzt werden können, und die Zahl der Arbeitskräfte als der wichtigste, die wirtschaftliche Entwicklung begrenzende Faktor galt. Als Beweis für eine vorkoloniale Überschussproduktion werden Bierfeiern angeführt, zu denen große Mengen Pombe (Bananenbier) benötigt wurden. Rund ein Drittel aller Bananen (unterste Schätzung) wurde zu Pombe verarbeitet. Zwischen den Bananenstauden wurden Bohnen und Kaffee gepflanzt, außerhalb gediehen Süßkartoffel, Sorghum und Erdnüsse.
In vorkolonialer Zeit wurde Kaffee in Buhaya nicht als Getränk zubereitet, es wurde die ganze Frucht in Wasser gekocht, getrocknet und als Delikatesse gegessen oder zu bestimmten Zeremonien gebraucht. Außerdem war der Anbau mit Tabus verbunden. Kaffee war ein königliches Privileg. Jedem Mann war nur ein Kaffeebaum erlaubt, mit dessen Schicksal er sich verbunden fühlte, den er deshalb gut pflegte und in die Höhe wachsen ließ.

### Anbaumethoden

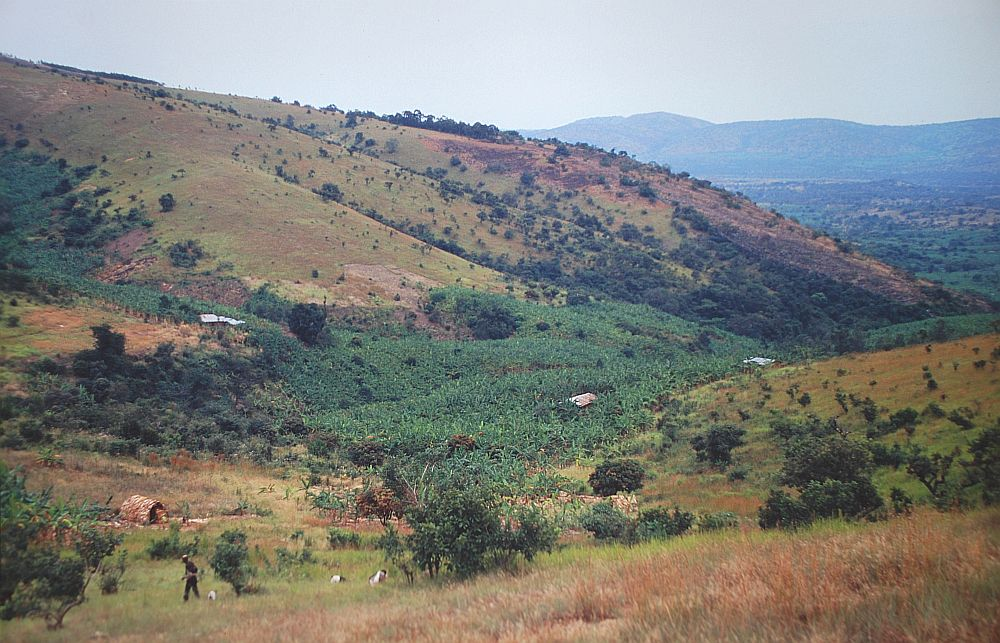
Karagwe-Distrikt. Wiesen für Rinderzucht. Im Hochland ist Bananenanbau nur in Gunsträumen von Tälern möglich. Beim Ort Bugene, 8 km vom Verwaltungssitz Kayanga

Bereits in vorchristlicher Zeit wurde begonnen, wie Pollenanalysen zeigen, den immergrünen Regenwald abzuholzen. Dass hierzu Eisenwerkzeuge gebraucht wurden, wird neben archäologischen Befunden als weiterer Beweis für eine frühe Eisenzeit gesehen. Abholzung führte zu Bodenverschlechterung, die Sekundärvegetation litt unter Abweidung, die bessere technische Ausrüstung führte also zunächst zu einer Verschlechterung der Ressourcen. Es musste ein geeignetes Agrarsystem entwickelt werden.
Ein Dorf stellte sich wie ein einziger großer Bananenhain mit versteckt dazwischen liegenden Häusern dar, umgeben und deutlich getrennt von extensiv bewirtschaftetem Grasland. Im Grasland erfolgte der Anbau von Erdnuss oder Bambara-Erdnuss im Wechsel mit mehrjährigen Brachen. Die lehmhaltigen Böden der Bananenhaine erhielten Nährstoffe durch Dung von auf dem Grasland weidendem Vieh und durch Vermulchung von Pflanzenresten. Zusätzlich wurde von außerhalb herbei gebrachtes Gras verteilt.

### Handel
Von regionalem Handel ist wenig bekannt. Salz wurde vermutlich aus den Salzseen von Katwe am Edwardsee bezogen (Acholi-Gebiet) und gegen Rindenstoffe und Kauris getauscht. Größere Salzvorkommen gab es weiter südlich in der Gegend um Tabora. Als ab der Mitte des 19. Jahrhunderts Elfenbeinhändler auch an den Viktoriasee kamen, brachten sie Salz aus Tabora mit. Auf ihrem Weg lag auch Buzinza (Kleinstaat südlich Buhaya), von wo die Händler Hackenblätter und Speerspitzen mitbrachten. Ansonsten kam das Eisengerät von den Erzlagern in Bunyoro. Zum Elfenbeinhandel hatte Buhaya wenig beizutragen. Nur etwas Kaffee ging in den Fernhandel, Haya waren aber als Träger und Wiederverkäufer geschäftlich aktiv.
Der Sklavenhandel um den Viktoriasee war insgesamt gering. Das Monopol lag bei den Ganda, welche die bei gelegentlichen Überfällen verschleppten Gefangenen an Händler verkauften. Es waren zumeist Frauen, die in andere Staaten des Zwischenseengebiets verschleppt wurden.

## Gesellschaft
Wenig Nutzen brachte die koloniale Hamitentheorie für die Erklärung vorgefundener Gesellschaftsformen, dafür trug sie (wie in Ruanda zu sehen) zur Verschärfung der Gegensätze zwischen den heimischen Bauern und der zugewanderten pastoralen Elite bei. Hierarchische Strukturen können aber auch von den betreffenden Gesellschaften selbst meist nur mit der Zuwanderung einer Gruppe erklärt werden. Es ist Kennzeichen von traditionellen Königen, dass sie ihren Herrschaftsanspruch mit einer Herkunft von außerhalb begründen. Für Buhaya entstand aus der Zuwanderung nach dem 15./16. Jahrhundert die neue Hinda-Dynastie, und die von der vorher ansässigen Bevölkerung zu Halbgöttern oder Geistern verklärten Bachwezi kann man sich als religiöse Opposition gegenüber den neuen Herrschern vorstellen. Werden die Bachwezi-Geister speziell mit den alten Schmieden assoziiert, so wird die Kontrolle über sie zum gleichen Machtfaktor wie die Verfügungsgewalt der Hima über das Vieh. Gründer der Hinda-Dynastie war Ruhinda, ob historisch oder nicht, er war in jedem Fall Hirte aus dem Norden.
In den Jahrhunderten vor Beginn der Kolonialzeit wird von einer einigermaßen konstanten Bevölkerungszahl ausgegangen, Theorien, die mit periodischen Hungersnöten sägezahnförmige Bevölkerungsentwicklungen beschreiben, gelten als widerlegt. Am schlimmsten waren Seuchen wie die Rinderpest, die durch Tsetsefliegen übertragen wird und beispielsweise in den 1880er Jahren ganze Großviehbestände fast völlig vernichtete. Die Krankheit konnte nie richtig beherrscht werden, wurde aber durch verschiedene Maßnahmen wie Buschfeuer, Abholzung betroffener Gebiete und Räuchern des Viehs in einem ökologisch labilen Gleichgewicht zum Menschen gehalten. Kleinere Kriege mit den Nachbarn („Viehdiebstähle“) haben sich nicht wesentlich ausgewirkt.
Die Gesellschaft der Haya war in über hundert patrilineare Clans aufgeteilt, die in Rangstufen eingeteilt waren. Die führenden Clans leiteten ihre Herkunft direkt von Ruhinda ab, der aus Bunyoro gekommen sein sollte. Andere Clanchefs im obersten Rang wollten von den Buzinza im Süden oder den Bito im Norden abstammen. Eine Stufe darunter standen Hima-Clans als Viehzüchter aus dem Norden (Nfuro). Es folgten ursprünglich Ackerbau treibende Clans, die durch Verdienste im Lauf von Generationen aufgestiegen waren. Zu den Clans der Iru (ursprünglich „Sklave“) gehörte die Mehrheit der Ackerbauern. Diverse Wechselbeziehungen und Aufstiegsmöglichkeiten machten das System teilweise durchlässig.
Durch diese starke Gliederung ist die Gesellschaft weniger durch den Gegensatz Viehzüchter – Bauern geprägt, der Titel Omukama für den König, der mit „Milchtrinker“, „Melker“ oder „Milchgeber“ übersetzt wird, ist aber Hinweis auf die Vorrangstellung der einstigen Hirtennomaden.

## Deutsche Kolonialzeit
Die deutsche Kolonialherrschaft begann für Buhaya 1890. Im Juli legten Deutschland und Großbritannien ihre Gebietsansprüche fest. Ohne sich um Grenzziehungen zu kümmern, marschierte Emin Pascha, der mit seiner Expedition den Viktoriasee sichern sollte, von Karagwe weiter nach Norden in bereits britisches Gebiet. Auf dem Weg dorthin gründete er im Oktober 1890 an der Küste im Gebiet Kyamutwara die deutsche Station Bukoba. Zu der Zeit bestand das Gebiet der Haya aus acht Zwergstaaten: Kyamutwara, Bugabo, Kiziba, Missenyi, Karagwe, Ihangiro, Kianja und Bukara, die sich gegenseitig befeindeten. Die Deutschen gewannen die Kontrolle, indem sie die Bakama der einzelnen Gebiete mit ihren Streitereien gegeneinander ausspielten. Einige der Bakama wurden dadurch einflussreicher als andere. Besonders Kahigi, der Omukama von Kianja tat sich durch Intrigen hervor, bewirkte Absetzung und Flucht zweier Rivalen und die Aufteilung des gegnerischen Bukara. Hier wurden umgekehrt die Deutschen ausgespielt, Kahigi war politisch und später auch wirtschaftlich äußerst erfolgreich.
Nach kleineren Aufständen hatten die Deutschen bis 1895 eine weitgehend stabile indirekte Herrschaft etabliert, und die Bakama wurden als „Sultane“ bezeichnet. 1906 wurde die Militärstation Bukoba in die Residentur Bukoba umgewandelt, vier Bakama, darunter Kahigi, wurden zu „Obersultanen“ befördert. 1898 gab es elf Europäer in Buhaya, davon fünf im Bezirksamt und sechs Missionare. Der Bezirk zählte 330.000 Einwohner. Da Buhaya nie zum deutschen Siedlergebiet erklärt wurde, konnten größere Konflikte mit der einheimischen Wirtschaft wie etwa in der Kilimanjaro-Region vermieden werden.
Die Bevölkerung musste an die Bakama Abgaben leisten, diese hatten den Forderungen der Kolonialverwaltung nachzukommen. Die gelieferten Kauris und Stoßzähne reichten anfangs zum Betrieb der Station, zu deren Bau auch Arbeiter herangezogen wurden. 1898 wurde eine allgemeine „Hüttensteuer“ eingeführt, die die Bevölkerung zu Feldarbeit für den Markt zwingen sollte. Da die Haya nicht über genügend Geld verfügten – mittlerweile waren Rupien verbreitet, wurde die Steuer häufig als Arbeitsdienst geleistet. 1905 wurde die Hüttensteuer durch eine „Kopfsteuer“ ersetzt, die bar zu bezahlen war und 1912 auf drei Rupien pro erwachsenem Mann im Jahr erhöht wurde. Die Abgaben für den Omukama (etwa einer Rupie entsprechend) waren unabhängig davon zu entrichten. In der Summe entsprachen die Abgaben etwa einem Monat Lohnarbeit, dem Marktwert von 7 bis 13 kg Kaffee oder einem Trägerdienst nach Ruanda (6 Rupien pro Strecke).

### Wirtschaft in der deutschen Kolonialzeit
Hauptziel war eine Produktion für den Markt einzuführen. Veränderungen in der Agrarwirtschaft ergaben sich durch den Zwang zum Anbau von bestimmten Nahrungsmitteln, zunächst für die deutsche Verwaltung und erst später für den Export. Zur Eigenversorgung wurde der Anbau von Weizen und Kartoffel durchgesetzt, Baumpflanzungen sollten der Versorgung mit Bauholz dienen. Eine Plantagenwirtschaft ergab sich in gewissem Maß, war aber nicht geplant.

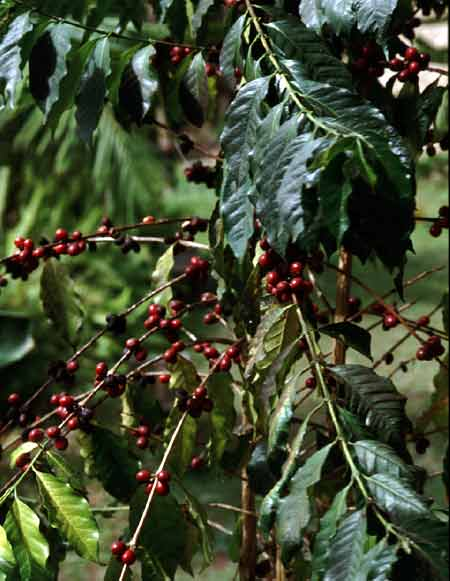
Reife Früchte an Kaffeestrauch

Als wichtigstes Exportprodukt erwies sich Kaffee, allerdings erst ab 1905, nachdem mit der Fertigstellung der britischen Uganda-Bahn eine wirtschaftliche Verkehrsverbindung geschaffen war. Von 1905 wuchsen die Kaffee-Exporte im Bezirk Bukoba von rund 235 Tonnen auf das Maximum von 648 Tonnen 1912. Es gab einige größere Kaffeepflanzungen von Europäern, einige kleinere mit indischen oder arabischen Besitzern, der größte Teil des Kaffees stammte aber aus den Dauerkulturen der Einheimischen, die in der neuen Marktwirtschaft auch zu Händlern wurden. Das deutsche Konzept hieß Kaffeeanbau als „Volkskultur“. Bakama verlangten Tribut aus dem Kaffeeanbau oder eigneten sich Land für eigene Plantagen an.
Ausgeführt wurden daneben ab 1905 Erdnüsse, Häute und Felle, die zum Teil aus Ruanda und Burundi kamen, Elfenbein aus dem Kongo und Bienenwachs, das vor der Kolonialzeit im Gebiet unbekannt war. Experimente mit dem Anbau von Baumwolle hatten keinen Erfolg.
Eine verheerende Rinderpest hatte in zehn Jahren bis 1896 über 90 Prozent des Großviehs in Ost- und Südostafrika vernichtet, um 1890 hatte sie den Viktoriasee erreicht. Es kam zu Hungersnöten. Obwohl auch Buhaya ähnlich hohe Verluste erlitt, waren die Auswirkungen wegen der größeren Bedeutung des Ackerbaus hier geringer. Eine andere Rinderpestepidemie mit einem Erreger, der auch Menschen befällt, forderte in Buganda von 1901 bis 1905 rund 300.000 Tote, im Kongo 500.000. Die Buhaya kamen, da sie sich vermutlich besser vor Übertragung von Tieren schützen konnten, mit wenigen Tausend Erkrankten davon.

### Missionierung
In Buganda kam es in den 1880er Jahren zwischen König Mwanga und den drei anderen Parteien Katholiken (Weiße Väter), Anglikaner und Moslems zu andauernden Kämpfen. 1889 gelangten für kurze Zeit beide christlichen Kirchen im Verein an die Regierung. Ab 1890 zerstritten sie sich, und 1892 kam es zum Krieg zwischen ihnen um die Macht. Die Katholiken mit Bischof Hirth an der Spitze mussten fliehen und versuchten sich zunächst in Bunyoro und nach der Vertreibung von dort durch die Briten provisorisch in Buhaya niederzulassen. Um hier Religionskonflikte zu vermeiden, verhängte die deutsche Kolonialverwaltung vorbeugend ein Missionsmonopol zugunsten der Katholiken. Dafür erfuhren diese von den Bakama anfangs nur Ablehnung. Enttäuscht reiste Bischof Hirth zu einem Erholungsurlaub nach Europa, bevor er 1895 nach Tansania zurückkehrte. Da er in Mwanza ebenfalls schlecht aufgenommen wurde, ließ er sich schließlich in Ruanda nieder. Die Gründung von Missionsstationen konnte oft nur begleitet von militärischen Drohungen erfolgen.
Grundsätzlich waren die Interessen von Mission und Verwaltung recht unterschiedlich. Die Bezirksverwaltung war auf gute Zusammenarbeit mit den Bakama angewiesen, während die Missionare deren Ansehen zum Ausbau der eigenen Macht zu schwächen trachteten. Die Missionierung über Schulen war zunächst ebenfalls wenig erfolgreich, da die angebotenen Unterrichtsfächer Lesen und Religion wenig attraktiv waren. Da sie später in Konkurrenz mit staatlichen Schulen gerieten, bauten sie ihren Lehrplan aus.
Eine andere Konkurrenz erhielten die Katholiken 1907, als die Bethel Mission (offizieller Name erst seit 1920) ihren Tätigkeitsschwerpunkt von Usambara nach Ruanda verlegen wollte, wo Bischof Hirth bis zu dieser Zeit allein missionieren konnte. Zur Versorgung der neuen Stationen in Ruanda brauchte die Bethel-Mission eine Basis in Bukoba. Anfangs waren nur einheimische Missionare tätig, die aus Uganda gekommen waren. Ab 1910 erlaubte die Kolonialverwaltung die Entsendung eines deutschen Missionars, beim Einmarsch britischer Truppen nach dem dortigen Ende des Ersten Weltkriegs 1916 wurden die deutschen Missionare ausgewiesen.

## Bis zur Unabhängigkeit
1920 wurde Buhaya Teil des britischen Mandatsgebiets Tanganjika. Nach der Unabhängigkeit 1961 wurden die Kleinstaaten als Voraussetzung für die sozialistische Umgestaltung des Landes aufgelöst.